# Sofía Otero
Sofía Otero Labrador (Baracaldo, Vizcaya, 31 de marzo de 2013) es una actriz española.
En 2023, a la edad de nueve años, Otero ganó el Oso de Plata a la mejor interpretación protagonista en el 73.° Festival Internacional de Cine de Berlín por su papel protagónico en la película 20.000 especies de abejas, convirtiéndose en la persona más joven en ganar ese premio.

## Biografía
Sofía Otero Labrador nació el 31 de marzo de 2013 en Baracaldo, ciudad de Vizcaya, y reside en Basauri. Después de audicionar a 500 niñas, la directora Estibaliz Urresola Solaguren la eligió como protagonista de 20.000 especies de abejas. Este fue el primer papel de Otero. La película cuenta la historia de una niña trans y su relación con su familia. Para ayudar a una representación precisa, Naizen, una asociación regional para las familias de menores trans, trabajó con la directora y brindó orientación a Otero. En la película, la familia cruza fronteras, incluida la que separa Bayona en Francia y Llodio en el País Vasco español. Aunque el español es el idioma predominante de la película, también se escuchan el euskera y el francés. Urresola busca el naturalismo en las conversaciones entre la madre (Patricia López Arnaiz) y sus hijos. La disforia de género se trata de forma algo didáctica, pero con emoción. «¿Por qué soy así?» pregunta la pequeña Cocó (Sofía Otero).
Como explica la directora:

La niña no se transforma, adquiere a lo largo de la película las herramientas para expresar quién es. La que se transforma es la familia.
Estibaliz Urresola

Stephanie Bunbury de Deadline elogió la actuación de Otero y escribió que «muestra una comprensión instintiva, espontánea y generosa de lo difícil que debe ser la vida de su personaje». Lee Marshall de Screen Daily escribió que «Sofia Otero nunca deja de ser convincente, su rostro es una piscina profunda que se convierte en un imán para la audiencia [...]».
En noviembre de 2023 aparece en la famosa serie española Cuéntame cómo pasó encarnando el papel de Sol, la nieta de Antonio Alcántara.

## Premios

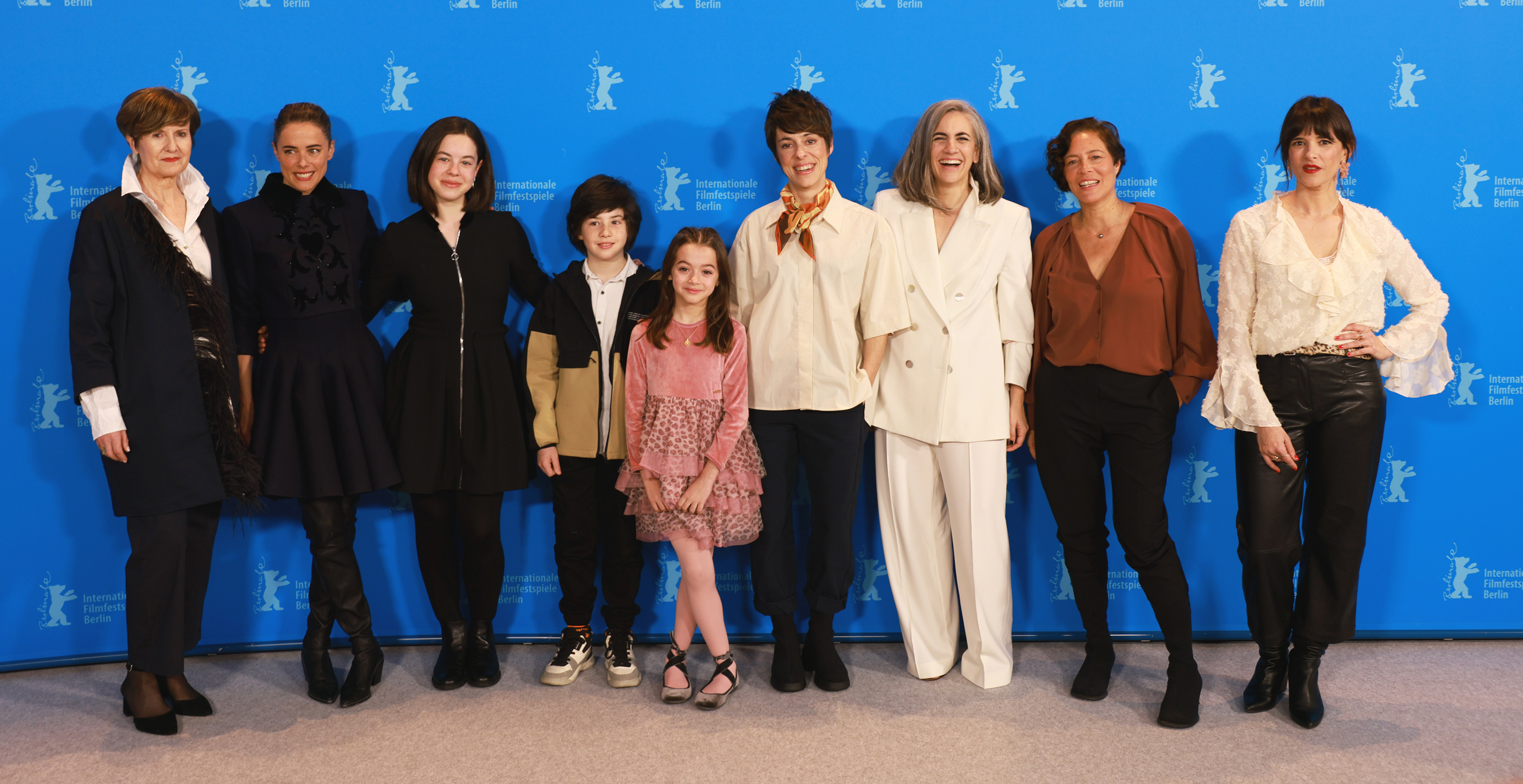
Sofía Otero con el equipo de rodaje de 20.000 especies de abejas en la Berlinale, enero de 2023.

En 2023, en el 73.° Festival Internacional de Cine de Berlín (también conocido como Berlinale), Otero ganó el Oso de Plata a la mejor interpretación protagónica. Es la actriz más joven en haber ganado ese premio. El galardón fue entregado a Otero por Kristen Stewart, quien presidía el jurado. Con Stewart en el jurado estuvo la directora de casting Francine Maisler, la actriz Golshifteh Farahani, y los directores de cine Valeska Grisebach, Radu Jude, Carla Simón y Johnnie To.
En abril de 2023, el Ayuntamiento de Basauri rendiría homenaje a Otero por haber obtenido su Oso de Plata. Otero también fue parte de los homenajeados cuando 20.000 especies de abejas ganó el premio a un elenco femenino en el Festival Internacional de Cine de Hong Kong de 2023, y el Premio Maguey a la Mejor Actuación de un Conjunto en el Festival Internacional de Cine en Guadalajara 2023.

## Filmografía

### Cine
| Año  | Título                    | Personaje   | Director                     |
| ---- | ------------------------- | ----------- | ---------------------------- |
| 2023 | 20.000 especies de abejas | Aitor/Lucía | Estibaliz Urresola Solaguren |
| 2024 | ¿Quién es quién?          | Valentina   | Hugo Martín Cuervo           |
| 2025 | Los aitas                 | Ainara      | Borja Cobeaga                |
| 2025 | Cuatro paredes            | Sofía       | Ibon Cormenzana              |

### Televisión
| Año  | Título             | Personaje     | Cadena | Notas            |
| ---- | ------------------ | ------------- | ------ | ---------------- |
| 2023 | Cuéntame cómo pasó | Sol Alcántara | TVE    | Última temporada |